# Cyberbaiting
Cyberbaiting is een vorm van cyberpesten of pesten via het internet. Het zijn vooral leerkrachten die het slachtoffer zijn van deze vorm van pesten.
'Cyberbaiting' is een vorm van cyberpesten waarbij leerlingen hun leerkrachten uitdagen in de klas, waardoor de leerkracht de controle over de klas en zichzelf verliest. De boze of ongecontroleerde reactie wordt opgenomen met een mobiele telefoon en wordt nadien gedeeld op sociaalnetwerksites. Dit om de leerkrachten voor schut te zetten.
De laatste jaren komen steeds meer berichten op Facebook of Twitter van leerlingen die haatberichten schijven over hun leerkracht of school.
Naast het pesten via de filmpjes alleen, treffen leerlingen een groot aantal voorbereidingen om hun leerkracht zover te krijgen dat hij of zij breekt en de zelfcontrole verliest.
Het is onmogelijk op te sporen wat hen aanzet tot het stellen van dit gedrag, maar het internet is een relatief eenvoudig medium om manieren of redenen te bedenken en te delen met anderen.

## Kenmerken
Cyberbaiting heeft veel kenmerken die overeenkomen met cyberpesten, maar niet alles is hetzelfde.
- Cyberbaiting is een vorm van pesten die start in de 'echte' wereld en wordt verder gezet in de digitale wereld.
- De daders zijn meestal leerlingen, leerkrachten zijn het slachtoffer.
- Het filmen van de leerkracht gebeurt onopvallend.
- Het filmpje wordt gedeeld op sociaalnetwerksites en YouTube.
- De leerkracht weet (oorspronkelijk) niet dat hij of zij gepest wordt.
- Net zoals cyberpesten is cyberbaiting niet terug te draaien. Jaren later kan het slachtoffer nog steeds gegevens terug vinden, omdat vele gegevens op internet blijven bestaan.

Bij cyberbaiting zijn jongeren er zich niet altijd van bewust dat hun gedrag op het internet andere mensen kwetst. Facebook, Twitter of andere socialenetwerksites worden door leerlingen in eerste instantie gebruikt als communicatiemiddel, maar met de openbaarheid van gegevens wordt geen rekening gehouden. Daarnaast vergeten zij ook dat hun daden die zij stellen voor een geruime tijd opvraagbaar zijn.

## Incidentie
Cyberbaiting is een plaag voor leerkrachten over de gehele wereld. Een onderzoek van Symantec heeft uitgewezen dat wereldwijd 21% van de leerkrachten getroffen wordt door cyberbaiting of weet dat een collega slachtoffer is. Vele leerkrachten worden na hun ‘uitbarsting’ ontslagen, ondanks dat de leerlingen de oorzaak zijn van het hele gebeuren.
In West-Europa wordt Nederland op dit moment het hardst getroffen door het fenomeen. België ervaart niet zo'n uitgebreide problemen als Nederland, maar toch worden steeds meer leerkrachten het slachtoffer van deze vorm van pesten.
Het onderzoek van Symantec (cf. bovenstaand) heeft uitgewezen dat in Nederland bijna 1 op de 10 leerkrachten het slachtoffer is van cyberbaiting. Diezelfde leerkrachten vinden het bevriend zijn met leerlingen op een sociaalnetwerksite een risico, maar toch is 24% van de bevraagde leerkrachten uit Nederland bevriend met hun leerlingen. Cijfers voor België zijn niet beschikbaar.

## Inspiratie
Er bestaan ettelijke websites en fora die een overzicht geven over hoe een leerling of klasgroep stapsgewijs een leerkracht gek kan maken. Hierbij worden tips gegeven zoals: 'stel 20 maal dezelfde vraag' of 'gooi met propjes en maak irritante geluiden'.
Voorbeelden van zulke websites of fora zijn: 'How to annoy your teachers' en "50 ways to make your teachers hate you". Deze en soortgelijke websites hebben niet als bedoeling de leerlingen aan te sporen tot afkeurenswaardige activiteiten of gedrag. Toch kunnen jongeren hier sterk in geloven, ondanks dat de websites vrij onschuldig zijn en niet aanzetten tot pesten of cyberbaiting.
Naast de bovenstaande weg, wordt ook YouTube gebruikt om leerlingen negatief aan te sporen. In eerste instantie worden daar regelmatig filmpjes gedeeld van leerkrachten die het slachtoffer zijn van cyberbaiting. Dit zet leerlingen aan tot het kopiëren van dit gedrag. Verder zijn er filmpjes terug te vinden van leerlingen die uitleggen hoe iemand zich moet gedragen of wat moet gezegd worden om de leerkracht boos of gek te maken.